# Brennabor Typ P
Der Brennabor Typ P ist der erste Pkw, den die Brennabor-Werke 1919, nach dem Ersten Weltkrieg, in Deutschland herausbrachten.
Das Fahrzeug hatte einen 4-Zylinder-SV-Reihenmotor mit 2,1 Litern Hubraum vorne eingebaut. Er entwickelte 17,5 kW (24 PS) bei 2400/min. Über eine mit Asbest belegte Konuskupplung und ein 4-Gang-Getriebe mit Schalthebel rechts an der Wagenaußenseite trieb er die Hinterräder an. Die Wagen mit U-Profil-Pressstahl-Kastenrahmen hatten Starrachsen mit halbelliptischen Längsblattfedern und waren als offene Sechssitzer (Modell P6) oder offene Sport-Viersitzer (Modell P11) verfügbar. Ihre mechanische Fußbremse verzögerte die Kardanwelle; die Handbremse wirkte auf die Hinterräder.
1925 erschien das Nachfolgemodell Brennabor Typ PW. Sein Motor war bei gleichem Hubraum etwas leistungsstärker (32 PS bei 2600/min.). Der Schalthebel war von der rechten Wagenseite in die Wagenmitte gewandert, wobei der Fahrer immer noch rechts saß. Außerdem war die Karosserie bei gleichem Radstand etwas länger. Neben den oben genannten Modellen gab es jetzt auch eine 4-türige Limousine (Modell P15).

## Technische Daten
| Typ                   | P (8/24 PS)                         | PW (8/32 PS)                     |
| Bauzeitraum           | 1919–1925                           | 1925–1927                        |
| Aufbauten             | T4, T6                              | T4, T6, L4                       |
| Motor                 | 4 Zyl. Reihe 4 Takt                 | 4 Zyl. Reihe 4 Takt              |
| Ventile               | stehend (SV)                        | stehend (SV)                     |
| Bohrung × Hub         | 80 mm × 104 mm                      | 80 mm × 104 mm                   |
| Hubraum               | 2091 cm³                            | 2091 cm³                         |
| Leistung (PS)         | 24                                  | 27                               |
| Leistung (kW)         | 17,6                                | 19,9                             |
| bei Drehzahl (1/min.) | 2400                                | 2600                             |
| Drehmoment (Nm)       |                                     |                                  |
| bei Drehzahl (1/min.) |                                     |                                  |
| Verdichtung           |                                     | 4,5 : 1                          |
| Verbrauch             | 12 l / 100 km                       | 12 l / 100 km                    |
| Getriebe              | 4 Gang mit Schalthebel rechts außen | 4 Gang mit Mittelschaltung       |
| Höchstgeschwindigkeit | 65 km/h                             | 75 km/h                          |
| Leergewicht           | ca. 1400 kg                         | 1450–1550 kg                     |
| Zul. Gesamtgewicht    | ca. 2150 kg                         | 2200–2300 kg                     |
| Elektrik              | 12 Volt                             | 12 Volt                          |
| Länge                 | 4400 mm                             | 4600 mm                          |
| Breite                | 1650 mm                             | 1650 mm                          |
| Höhe                  | 2000 mm                             | 2000 mm                          |
| Radstand              | 3165 mm                             | 3165 mm                          |
| Spur vorne / hinten   | 1350 mm / 1350 mm                   | 1350 mm / 1350 mm                |
| Wendekreis            |                                     |                                  |
| Reifen                | 820 × 120 HD                        | 820 × 120 HD oder 30" x 5,77" ND |

- T4 = 4-sitziger Tourenwagen
- T6 = 6-sitziger Tourenwagen
- L4 = 4-türige Limousine

## Stückzahlen
Stückzsahlen von Brennabor-Automobilen sind heute schwer zu ermitteln: Die Originalunterlagen des Werkes sind irgendwann den Weg alles Irdischen gegangen, und die Fahrgestellnummern wurden offenbar nicht kontinuierlich, sondern mit großen Lücken vergeben.
Die Produktion des Brennabor P begann im 2. Halbjahr 1919 mit zunächst drei bis vier Stück pro Tag und lief bis Februar 1927, im März 1927 begann stattdessen die Produktion des Brennabor Typ AL. Im Jahr 1926 wurde der 10.000. Brennabor P bzw. PW gebaut, unklar, in welchem Monat. Mithin errechnet sich für die sieben Produktionsjahre etwa Mitte 1919 bis etwa Mitte 1926 eine Durchschnittsproduktion von 1430 Stück pro Jahr. Dies entspricht in etwa der Angabe, dass 1923 monatlich 100 Stück allein für den deutschen Markt gebaut wurden
Zwischen dem 10.000. Brennabor P (irgendwann 1926) und der Produktionseinstellung im Februar 1927 dürften weitere etwa 300, maximal 500 Stück gebaut worden sein (also nicht mehr 100/Monat, sondern weniger): Zum einen war die Automobilproduktion damals sehr stark saisongeprägt: Die meisten Autos wurden im Frühjahr (April und Mai) gebaut und verkauft, dann brach die Produktion sehr schnell ein und erreichte ihren Tiefpunkt im Spätherbst und Winter (November bis Februar). Hinzu kam im konkreten Fall, dass 1926/7 der Typ mittlerweile 7 Jahre alt war und daher in vielen Punkten nicht mehr dem Zeitgeschmack entsprach und man ein moderneres Nachfolgemodell erwartete. Die Gesamtproduktion der Typen Brennabor P und PW kann daher mit rund 10.300 bis maximal 10.500 Stück geschätzt werden.